# Riot grrrl
Genres dérivés
Kinderwhore
Riot grrrl (ou riot grrl) est un mouvement musical, à la croisée du punk rock et du rock alternatif aux idées féministes, ayant émergé au début des années 1990, dans l'État de Washington, et dans le Nord-Ouest Pacifique, en particulier Olympia et Portland, aux États-Unis. Les groupes associés au mouvement riot grrrl dénoncent souvent les problèmes liés notamment au viol, à la violence domestique, la sexualité, le racisme, et célèbrent la montée en puissance des femmes. Des groupes associés à ce mouvement incluent Bikini Kill, Jack Off Jill (par la suite Scarling.), Bratmobile, Adickdid, Bang!, The Butchies, Calamity Jane, Dickless, Emily's Sassy Lime, Excuse 17, Fifth Column, The Frumpies, Heavens to Betsy, Huggy Bear, Sleater-Kinney, L7, et également queercore comme Team Dresch,. Un des styles vestimentaires lui étant le plus associé est le kinderwhore.
Bien plus qu'une scène musicale indépendante, riot grrrl s'implique également et notamment dans d'autres thèmes comme l'art et les actions politiques. Les riot grrrls tiennent également des conférences, organisent et soutiennent la place des femmes dans la musique.

## Histoire

### Origines

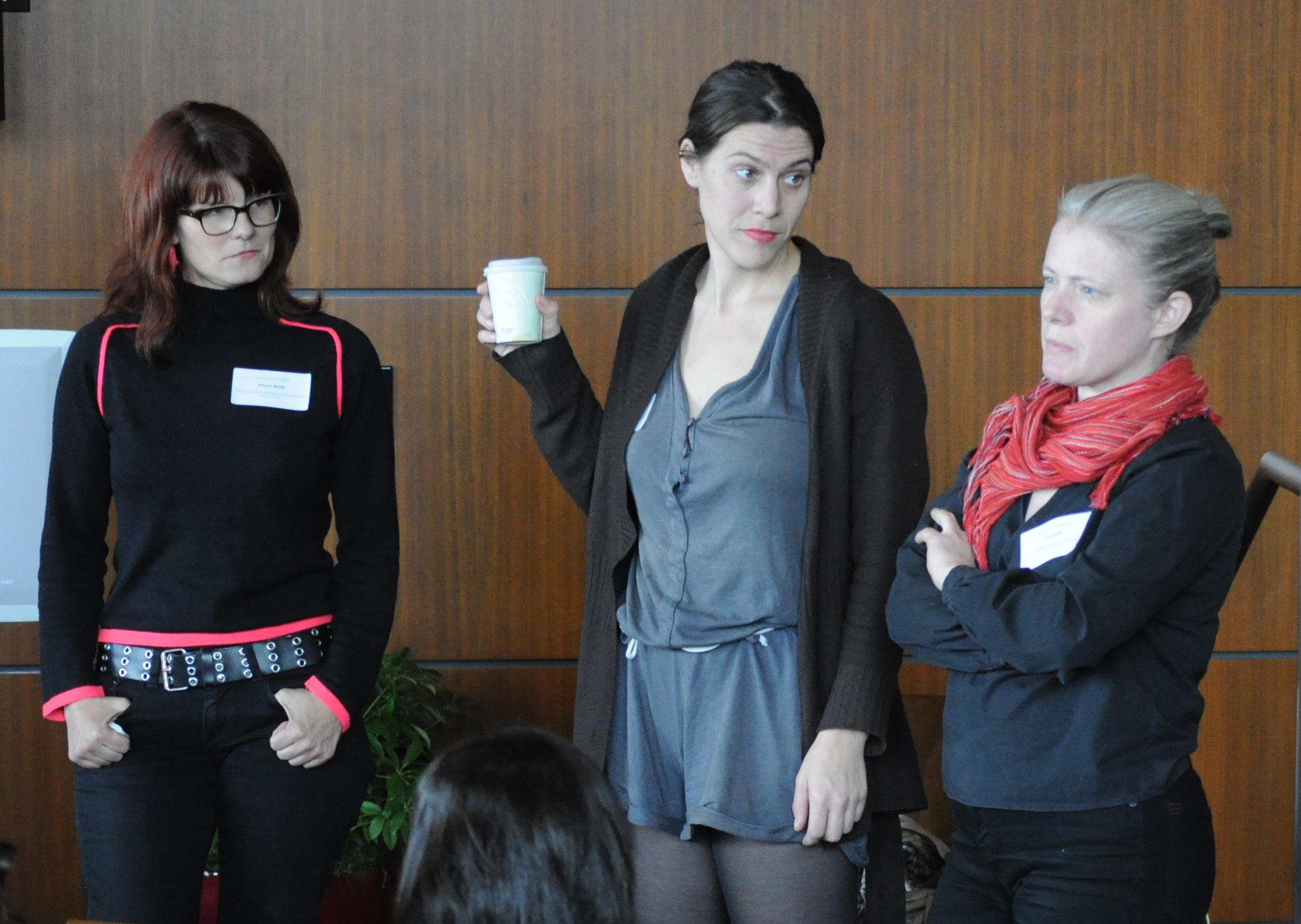
Allison Wolfe, Anna Oxygen et Jen Smith, lors d'une conférence en 2011.

Fin des années 1970 et milieu des années 1980, il existait déjà de nombreuses musiciennes punk et rock qui influenceront par la suite le mouvement grrrl. Elles impliquent Siouxsie Sioux, Poly Styrene, The Slits, Au Pairs, The Raincoats, Patti Smith, Chrissie Hynde, The Runaways/Joan Jett, The B-52's, LiLiPUT, Lydia Lunch, Exene Cervenka, Kim Gordon, Ut, Neo Boys (en), Bush Tetras, Chalk Circle (en), Fifth Column (en), Frightwig (en), Scrawl (en) et Anti-Scrunti Faction (en). Les années 1980 voient également apparaître des chanteuses folk originaires de New York dont les paroles étaient poignantes et socio-politiques mais intimes. Milieu des années 1980, l'influent groupe Mecca Normal (en) se forme à Vancouver, au Canada, avec la chanteuse Jean Smith, suivi par un autre groupe nommé Sugar Baby Doll à San Francisco dont les membres s'impliquent par la suite dans des groupes de musique hardcore féminins. En 1987, le magazine Sassy aborde pour la première fois des sujets sensibles liés aux adolescentes. Un article intitulé Women, sex and rock and roll, publié par Puncture en 1989 devient le manifeste du mouvement. En 1991, un programme de radio présenté par Lois Maffeo intitulé Your Dream Girl, dont le siège se situe à Olympia, KAOS, se consacre aux jeunes femmes révoltées.
L'usage et la signification du terme « riot grrrl » se développe au fil du temps, mais ses origines étymologiques se retracent lors des émeutes de 1991 à Washington, D.C.. Dans son ouvrage Dance of Days: Two Decades of Punk in the Nation's Capital, Mark Andersen rapporte que Jen Smith du groupe Bratmobile (plus tard de Rastro! et The Quails), souhaitait se manifester après ces violences en envoyant une lettre à Allison Wolfe : « This summer's going to be a girl riot » (« Cet été, ça va être une émeute de filles ») D'autres rapports expliquent qu'elle aurait également écrit : « We need to start a girl riot » (« On doit faire une émeute de filles »). Par la suite, Wolfe et Molly Neuman collaborent avec Kathleen Hanna et Tobi Vail dans le lancement d'un nouveau fanzine appelé Riot Grrrl, mêlant le mot riot et une phrase utilisée par le fanzine Jigsaw de Vail : Revolution Grrrl Style Now. Le mot riot grrrls utilise deux ou trois r, dans le mot girl.
Kathleen Hanna travaillait auparavant comme danseuse afin de subvenir à ses besoins, était volontaire dans un couvent, et étudiait la photographie au Evergreen State College d'Olympia. Hanna lance un groupe, Amy Carter (inspiré de la fille du président Jimmy Carter), aux côtés de ses camarades d'étude Heidi Arbogast et Tammy Rae Carland. Après avoir participé à des concerts aux côtés de groupes tels que Viva Knievel, elle rencontre la batteuse de The Go Team et auteure de fanzines Tobi Vail. Elles se lancent ensemble sur un fanzine appelé Bikini Kill, qui, après l'arrivée de Kathi Wilcox et Billy « Boredom » Karren, finira par devenir un groupe.
Allison Wolfe rencontre Molly Neuman à l'Université de l'Oregon. Elles se lancent dans des fanzines nommés Girl Germs, et riot grrrl avec Tobi Vail, Kathleen Hanna et Jen Smith. « C'était une vraie ville remplie de hippies, et on commençait à s'engager sérieusement dans la politique, mais aussi dans certains trucs fait maison, alors on a commencé à créer. 'Faisons donc un fanzine!'. » Wolfe et Neuman commencent à fréquenter des concerts de groupes comme Fugazi et Nirvana, essayant de saisir l'opportunité de jouer avec leur groupe Bratmobile (qui à cette époque n'existait pas encore). En 1990 cependant, Calvin Johnson les contacte et leur demande de jouer lors d'une soirée avec Some Velvet Sidewalk et Bikini Kill. Terrifiées à l'idée de jouer pour la première fois, insistant bien sur le fait qu'elles n'étaient pas un groupe et avaient très peu joué devant un public, elles acceptent finalement de jouer au club North Shore Surf d'Olympia.
La presse écrite, qui s'intéresse pendant les années 1990 au grunge et au rock alternatif, attribue le terme de « riot grrrl » aux groupes féminins, ou groupes menés par une chanteuse, qui s'inspirent de sujets autres que politiques ; ces groupes incluent Babes in Toyland, The Breeders, The Gits, Hole, Lunachicks, Dickless, L7, PJ Harvey, Veruca Salt, et No Doubt. Le terme était, à la base, attribué aux L7 pour leur implication dans la création de Rock for Choice, une série de concerts et de compilations destinés à financer des campagnes de sensibilisation au droit à l'avortement et à la protection des cliniques pratiquant l'avortement.

### International Pop Underground Convention

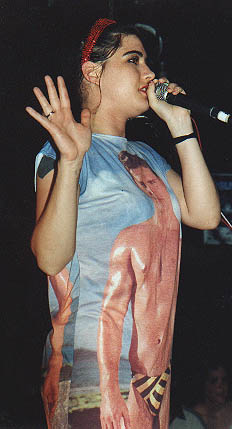
Kathleen Hanna des Bikini Kill, en 1996.

Du 20 au 25 août 1991, K Records organise un festival de musique indépendante, l'International Pop Underground Convention. La première nuit appelée Love Rock Revolution Girl Style Now est un pas de géant pour le mouvement, avec des groupes et musiciennes comme Bratmobile, Heavens to Betsy, Jack Off Jill, Nikki McClure, Lois Maffeo, Jean Smith de Mecca Normal, 7 Year Bitch, et deux projets parallèles de Kathleen Hanna : le premier se nomme Suture avec Sharon Cheslow de Chalk Circle et Dug E. Bird de Beefeater, le second se nomme Wondertwins avec Tim Green des Nation of Ulysses. C'est ici que les auteurs de fanzines qui ne se connaissaient que par e-mails, courriers ou coups de téléphone, se rencontrent finalement pendant une nuit entière consacrée à la musique par et pour les femmes. Le lendemain, le festival compte des groupes et musiciennes comme Unwound, L7, The Fastbacks, The Spinanes, Shadowy Men on a Shadowy Planet, Girl Trouble, The Pastels, Kicking Giant, Rose Melberg, Seaweed, Kreviss, I Scream Truck, Scrawl, Nation of Ulysses, Jad Fair, Thee Headcoats, Steve Fisk, et Juliana Luecking.

## Féminisme et culture
« C'est PARCE QUE nous, les femmes, voulons créer des choses que NOUS aimons. On en a marre des boys band après boys band, des fanzines de mecs après fanzines de mecs, des punks mecs après punks mecs après punk... PARCE QU'ON a besoin de parler. La communication est la clé. On ne saura jamais si nous ne brisons pas nos chaînes... PARCE QUE dans tous les médias, on se voit frappées, décapitées, moquées, humiliées, bafouées, ignorées, stéréotypées, invalidantes, molestées, poignardées, étranglées et tuées. PARCE QU'UN lieu de sécurité doit être dédié aux femmes là où nous pourrons ouvrir les yeux et se confier les unes aux autres sans être menacées par cette société sexiste et toutes ces conneries du quotidien. »

La culture riot grrrl est souvent associée à la troisième vague féministe, qui, en parallèle, s'accroît rapidement pendant les années 1990. Le mouvement riot grrrl permet aux femmes de créer leur propre musique et hurler la difficulté qu'elles rencontrent à se faire accepter dans la communauté punk rock et dans la société. Elles utilisent la musique et les magazines afin de partager leur point de vue sur le patriarcat, les problèmes multiples des femmes, le viol, la violence conjugale, la sexualité, et l'empowerment féminin.

## Critiques médiatiques
Malgré elles, les riot grrrls se retrouvent accusées, en 1992, d'encourager la violence féminine par des magazines comme Seventeen et Newsweek,. Ce type de critique lancé par la presse mène certaines artistes à abandonner comme Jessica Hopper, qui fut le centre d'un article de Newsweek.